# Arboreto Fell
El Arboreto Fell en inglés: Fell Arboretum es un arboreto y jardín botánico que se encuentra en el campus de la Universidad Estatal de Illinois, en Normal, Illinois. 

## Localización
Fell Arboretum, 201 Hovey Hall Campus Box 2200, Normal, McLean county, Illinois IL 61790-2200 United States of America-Estados Unidos de América. 
Planos y vistas satelitales.40°30′38.74″N 88°59′36.46″O / 40.5107611, -88.9934611
El arboreto está generalmente abierto al público todos los días cuando la universidad está en actividad.

## Historia
El arboreto comenzó su configuración en 1867, cuando Jesse W. Fell, fundador de la universidad, obtuvo $ 3.000 de la legislatura estatal para la jardinería del campus. 
Jesse W. Fell plantó 1.740 árboles en el campus en ese año y 107 árboles al año siguiente. Un plantador de árboles entusiasta, Fell deseaba para el campus que pudiera contener todos los árboles nativos de Illinois. 
En 1995, el campus fue registrado formalmente como un arboretum y nombrado en honor de Fell. Se extiende a lo largo de todo el campus de la Universidad Estatal de Illinois.

## Colecciones
Actualmente el arboreto alberga a más de 4,000 árboles representando a más de 100 variedades, incluyendo Abies concolor, Acer ginnala, Acer griseum, Acer platanoides, Acer rubrum, Acer saccharum, Aesculus glabra, Aesculus x carnea, Alnus glutinosa, Amelanchier arborea, Aralia spinosa, Betula alleghaniensis, Betula nigra, Betula populifolia, Broussonetia papyrifera, Carpinus caroliniana, Carya illinoensis, Castanea mollissima, Catalpa speciosa, Celtis occidentalis, Cercidiphyllum japonicum, Cercis canadensis, Cladrastis kentukea, Cornus mas, Cotinus obovatus, Crataegus crusgalli, Crataegus mollis, Crataegus monogyna, Diospyros virginiana, Eucommia ulmoides, Fagus sylvatica, Fraxinus americana, Fraxinus pennsylvanica, Ginkgo biloba, Gleditsia triacanthos, Gymnocladus dioicus, Halesia carolina, Juglans nigra, Juniperus virginiana, Larix decidua, Liquidambar styraciflua, Liriodendron tulipifera, Magnolia acuminata, Magnolia stellata, Magnolia x soulangiana, Malus coronaria, Malus cultivares, Malus ioensis, Malus sargentii, Morus alba, Nyssa sylvatica, Phellodendron amurense, Picea abies, Picea glauca, Picea pungens, Pinus mugo, Pinus nigra, Pinus resinosa, Pinus strobus, Pinus sylvestris, Platanus occidentalis, Populus alba, Prunus padus, Prunus serotina, Pseudotsuga menziesii, Pyrus calleryana, Quercus alba, Quercus bicolor, Quercus coccinea, Quercus híbridos, Quercus imbricaria, Quercus macrocarpa, Quercus palustris, Quercus rubra, Sassafras albidum, Taxodium distichum, Tilia americana, Tilia cordata, Tsuga canadensis, Viburnum prunifolium, y Zelkova serrata. 
Cada uno de los árboles está numerado, identificado y mapeado. 